# Planétaire
Pour les articles homonymes, voir Planétaire (homonymie).
Un planétaire (orrery en anglais) est un ensemble mécanique mobile, figurant le Système solaire (le Soleil et ses planètes) en tout ou partie. Les astres représentés sont animés, soit manuellement, soit par un mécanisme d'horlogerie. Ces planétaires tentent de simuler la réalité dans un but didactique ou de démonstration.

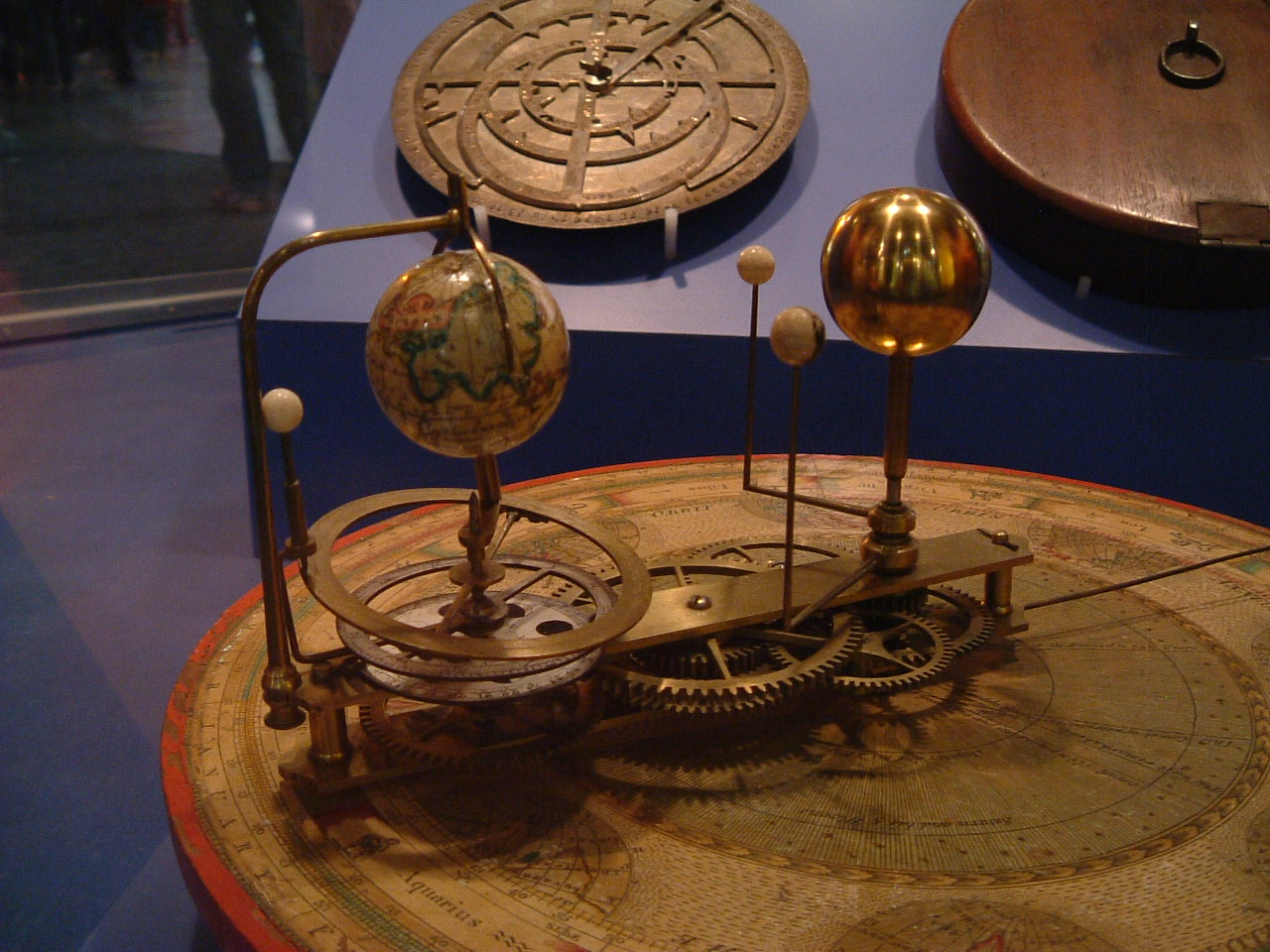
Planétaire avec la Terre et les planètes intérieures
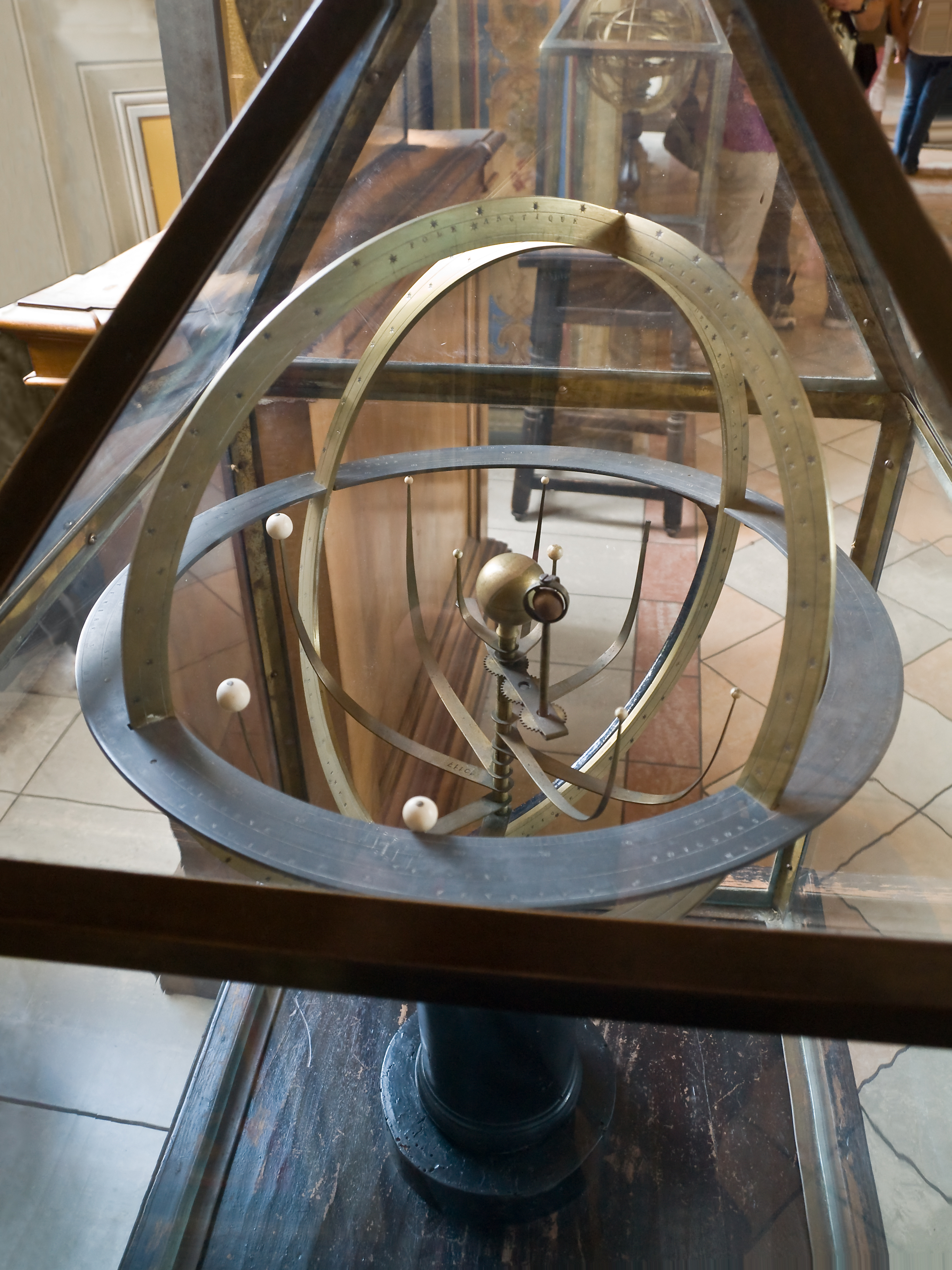
Planétaire (musées du Vatican).
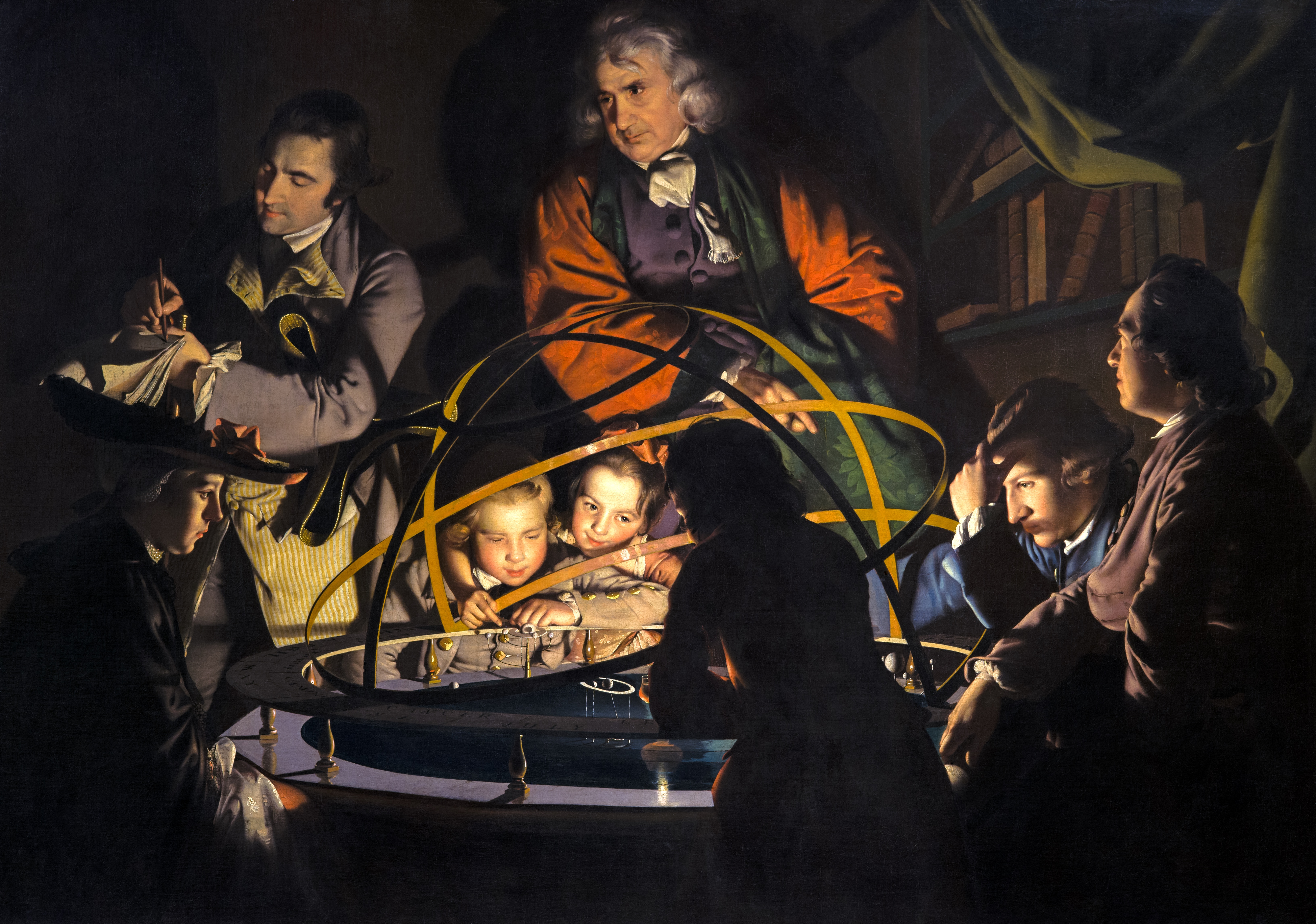
Tableau de Joseph Wright, réalisé vers 1766, intitulé Philosophe faisant un exposé sur le planétaire

Divers personnages se sont illustrés en construisant des planétaires, manuels comme Christian Huygens (1629-1695) ou actionnés par un mouvement d'horlogerie comme Antide Janvier (1751-1835).